# KIM-Bewegung
Die KIM-Bewegung ist eine geistliche Bewegung in der Katholischen Kirche mit dem Ziel, Berufungen zu wecken und Menschen auf dem Berufungsweg zu begleiten.

## Gründung
Die KIM-Bewegung wurde 1962 von P. Hubert Leeb aus dem Orden der Oblaten des hl. Franz von Sales in Eichstätt gegründet. Ursprünglich war KIM eine Jugendaktion allein zur Förderung des Priester- und Ordensberufs. Nach dem Zweiten Vatikanischen Konzil versteht sich KIM als Bewegung für alle Berufungen in der Kirche und Welt und weiß sich so der Lehre vom Gemeinsamen Priestertum aller Christen verpflichtet. KIM-Gruppen entstanden in Deutschland und Österreich. Heute ist KIM vor allem noch in Österreich lebendig.

## Ziele
KIM ist die orthographisch falsche Abkürzung für „Kreis junger Missionare“. Gegenwärtig wird auch die Selbstbezeichnung „Kirche im Miteinander“ verwendet. Die Ziele der KIM-Bewegung sind in der „Ellwanger Erklärung“ von 1991 beschrieben: Als geistliche Bewegung für Berufungen will KIM Hilfestellung zu einer persönlichen Gottesbeziehung leisten. Wesentliche Element der KIM-Arbeit sind: der persönliche und gemeinschaftliche Umgang mit der Bibel, Gebet und Gottesdienst, Glaubenserfahrungen in Gemeinschaft. Ziel ist es, das Wort Gottes zu hören und es in das alltägliche Leben umzusetzen, sei es im priesterlichen Dienst, im Ordensleben, in den vielfältigen anderen haupt- und ehrenamtlichen kirchlichen Tätigkeiten oder im Leben als Christ überhaupt.

## Organisation
KIM ist heute noch in Österreich aktiv. Das KIM-Zentrum in Österreich befindet sich in Weibern (Oberösterreich). Aktive Jugendarbeit macht KIM auch in Tirol und Vorarlberg.
KIM-Österreich gibt vierteljährlich die Zeitschrift „KIM-aktuell“ heraus. Der Kreis junger Missionare wird als Teil des Engelwerkes eingestuft und kooperierte 1987 mit dessen Priester P. Hans Odermatt ORC.

## Persönlichkeiten
Von der KIM-Bewegung geprägt ist der Weihbischof von Rottenburg-Stuttgart Thomas Maria Renz. Ein großer Förderer war Julius Kardinal Döpfner.

## KIM-Schallplatten
Zwischen 1969 und 1984 entstanden in Zusammenarbeit von KIM mit dem Overbacher Jugendchor – einem Chor aus dem von den Sales-Oblaten geleiteten Gymnasiums Haus Overbach – unter der Leitung von P. Manfred Karduck OSFS mehrere Schallplatten mit neuem geistlichem Liedgut, den sogenannten „Overbacher Liedern“. Diese Lieder unterstützten maßgeblich die KIM-Idee und wollten zu einem vertieften Handeln aus dem christlichen Glauben hinführen.